# Scoparia submedinella
Scoparia submedinella là một loài bướm đêm trong họ Crambidae.